# Hauptstrasse 121
Die Hauptstrasse 121 (französisch Route principale 121) ist eine Schweizer Hauptstrasse im Kanton Waadt. Sie verbindet die Hauptstrasse 1 bei Mies mit dem Grenzübergang zu Frankreich bei Chavannes-de-Bogis und führt zu einer Autobahnzufahrt an der Autobahn A1.
Die Strasse wird im Kanton Waadt als «Kantonsstrasse 2b» bezeichnet.

## Verlauf
Die Strasse beginnt bei Prévorzier auf 386 m ü. M. an der Hauptstrasse 1, die als Route Suisse in der Nähe des Ufers am Genfersee verläuft, und unterquert beim Bahnhof Mies die Gleise der Bahnstrecke Lausanne–Genf. Sie führt in nördlicher Richtung durch ein junges Villenquartier zum alten Ortszentrum von Mies. Als Route de Saint-Cergue überquert die Strasse den Bach Le Torry, durchquert das Gemeindegebiet und Wohnquartiere von Tannay sowie die Gemeinde Commugny. Sie führt durch Rebflächen und anderes Landwirtschaftsgebiet, passiert die Ortschaft Châtaigneriaz, einen Ortsteil von Founex, und führt im Gemeindegebiet von Chavannes-de-Bogis bei der Zufahrt Coppet über die Autobahn A1. In nordwestlicher Richtung erreicht die Hauptstrasse 121 danach an der Brücke Pont Béné über den Fluss Versoix auf 368 m ü. M. die Landesgrenze zu Frankreich und eine (nicht besetzte) Zollstation der Schweiz.
Jenseits der Grenzbrücke liegt die französische Stadt Divonne-les-Bains.